# こうしちゃいられない
「こうしちゃいられない」はJunichi&JJrのシングル。1996年5月2日発売。

## 収録曲
- 両楽曲共に、作詞：松井五郎／作曲・編曲：馬飼野康二

1. こうしちゃいられない [3:49]
  - NHK教育アニメ『忍たま乱太郎』エンディングテーマ
  - 劇場版アニメ『映画 忍たま乱太郎』挿入歌
2. SING!! [5:00]
  - NHK教育アニメ『忍たま乱太郎』イメージソング